# Пирола, Лоренцо
Лоре́нцо Пиро́ла (итал. Lorenzo Pirola; родился 20 февраля 2002) — итальянский футболист, защитник клуба «Салернитана».

## Клубная карьера
Уроженец Карате-Брианца, провинция Монца-э-Брианца, Ломбардия, Пирола выступал за молодёжные команды футбольных клубов «Казатесе», «Миссалья», «КОСОВ Вилласанта» и «Лучиано Манара». В 2015 году стал игроком футбольной академии миланского «Интернационале». 16 июля 2020 года дебютировал в основном составе «Интера» в матче итальянской Серии A против СПАЛ, выйдя на замену Антонио Кандреве.

## Карьера в сборной
Выступал за сборные Италии до 15, до 16, до 17, до 18 лет и до 21 года.
В мае 2019 года в составе сборной Италии до 17 лет сыграл на чемпионате Европы, на котором итальянцы заняли второе место, проиграв в финале сборной Нидерландов.